# Rheinfelden (Zwitserland)
Rheinfelden is een gemeente en plaats in het Zwitserse kanton Aargau en maakt deel uit van het district Rheinfelden en grenst, gescheiden door de Rijn, aan het Duitse Rheinfelden. De landsgrens bevindt zich in het midden van de oude brug die de Rijn hier overspant.
Rheinfelden telt 12.552 inwoners. Circa vier kilometer ten oosten van het stadje bevindt zich sinds 2011 de nieuwe waterkrachtcentrale, die de oude van 1897 heeft vervangen.

## Geboren
- Nanette Kalenbach-Schröter (1831-1917), feministe en redactrice
- Ivan Rakitić (1988), Kroatisch voetballer
- Yannick Käser (1992), zwemmer
- Fabian Weiss (2002), wielrenner

## Overleden
- Nanette Kalenbach-Schröter (1831-1917), feministe en redactrice